# Crisis económica en Chile de 1973
La crisis económica en Chile de 1973 fue un fuerte colapso económico generado tanto por factores exógenos como endógenos que se vivió durante el gobierno de Salvador Allende. Fue uno de los catalizadores de la crisis política que vivió el país durante el gobierno de la Unidad Popular y, asimismo, es uno de los aspectos más relevantes que provocaron el Golpe de Estado en Chile de 1973. Esta crisis económica se manifestó en una inflación de tres dígitos —cálculos contemporáneos estiman que esta llegó al 606 %, la más alta en la historia de Chile—.

## Causas

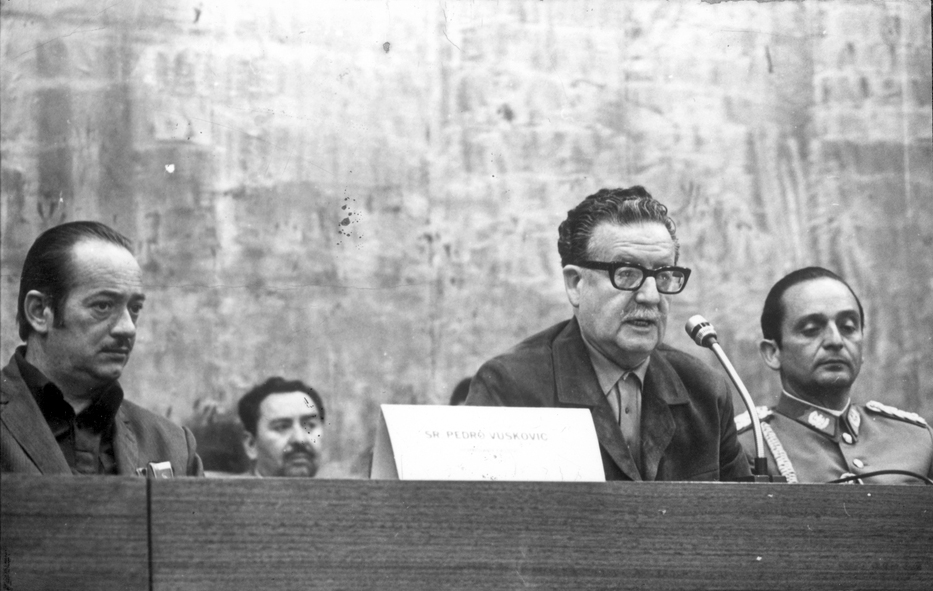
El Ministro Pedro Vuskovic junto al Presidente Salvador Allende, autores del Plan Vuskovic.

Hasta la fecha existen dos vertientes para explicar la crisis económica del gobierno de Salvador Allende. Unos enfatizan en la poca importancia que dio el gobierno de la Unidad Popular en la estabilización de la economía, específicamente en la inflación (IPC) que venía en alza desde el gobierno anterior y alcanzaba al 36,5 % en 1969, sumado esto a otros factores económicos externos como la crisis internacional del petróleo.
En el primer año de gobierno (1971), el gobierno de la época pensó que había una cierta capacidad ociosa instalada, por lo que implementó una política económica de expansión de la demanda agregada. Siguiendo las ideas económicas imperantes en la época, se pensaba que un aumento de la demanda agregada haría disminuir la cantidad de recursos ociosos y no tendría efectos negativos en la economía. La Demanda Agregada se expandió por medio del aumento en el gasto fiscal y esto llevó también a un aumento en el déficit fiscal. Como este déficit se financiaba con emisión de dinero del Banco Central de Chile, esto produjo una expansión monetaria. Todo este plan económico fue realizado por el ministro de Economía Pedro Vuskovic.
En el primer año del Gobierno de la Unidad Popular todas las cifras de crecimiento resultaron positivas y auspiciosas, generando un clima de euforia en el país. El plan económico que implementó este ministro se llamó Plan Vuskovic, y fue el modelo económico que implementó durante todo Gobierno de la Unidad Popular. Este Plan de manera gruesa planteaba: Estatización de las «áreas claves» de la economía, Nacionalización de la Gran Minería, ampliación de la Reforma Agraria (que había sido implementada en el Gobierno anterior), congelación de los precios de los bienes de primera necesidad y un fuerte aumento en los salarios (al principio de ese Gobierno este decretó un alza en promedio del 55 % de los salarios). Este último punto se basaba en la creencia de que las empresas tenían grandes utilidades, por lo que esto en teoría iba a producir una mejor distribución del ingreso.
En los días posteriores a la estrecha elección de Salvador Allende como presidente de Chile el 4 de septiembre de 1970, Henry Kissinger sostuvo una serie de conversaciones telefónicas urgentes sobre «cómo hacerlo» en Chile. «No permitiremos que Chile se vaya por el desagüe», le dijo Kissinger en una de esas llamadas al director de la CIA, Richard Helms, quien le respondió «estoy contigo». El 15 de septiembre, durante una reunión de quince minutos en la Casa Blanca a la que asistió Kissinger, el presidente Nixon instruyó al director de la CIA, Richard Helms, de que la elección de Allende era inaceptable, ordenando a la agencia actuar con su ya conocida frase «haremos chillar a la economía chilena», como lo registró Helms en sus apuntes.

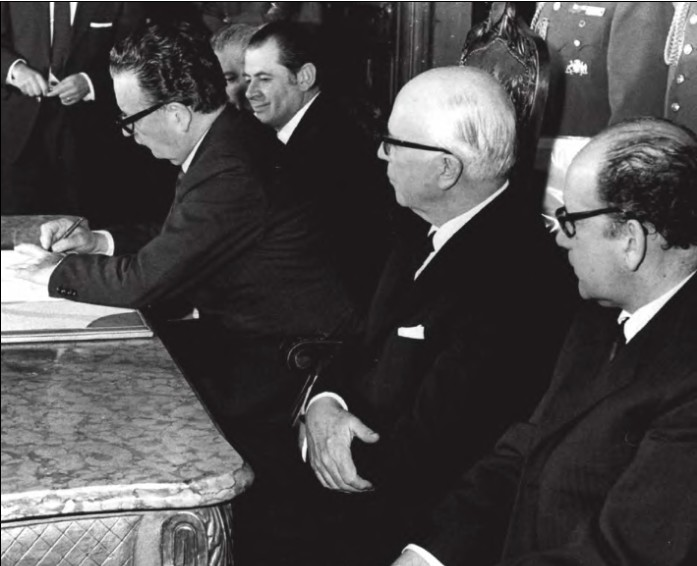
Salvador Allende firma el decreto promulgatorio de la reforma constitucional que da inicio a la nacionalización del cobre.

El primer intento importante de llevar a cabo una serie de reformas para cambiar el sistema fue de parte de Eduardo Frei Montalva y la Democracia Cristiana durante su sexenio (1964-1970), con medidas como la reforma agraria, la chilenización del cobre, reducción de la inflación, y otras, que apuntaban a una tercera vía, entre el capitalismo y el comunismo. Programa que fue conocido como la «Revolución en libertad».
Otras de sus causas fue el boicot económico promovido por la oposición para desestabilizar al gobierno, caracterizado por el cierre de empresas, los paros de transportistas, la destrucción y ocultamiento de productos para generar desabastecimiento entre la población, entre otros. Así como el embargo económico impuesto por los Estados Unidos, cortando las líneas de crédito, bloqueando las cuentas de Chile en EE. UU. y presionando a las instituciones financieras para no invertir en Chile, como represalia por la nacionalización del cobre. Según el académico francés Christian Delois a raíz de la presión de Estados Unidos, de los 270 millones de dólares destinados a Chile en 1972, solo recibió 32.
Obligado a buscar fuentes alternativas de comercio y finanzas, Chile obtuvo compromisos de la Unión Soviética para invertir unos $ 400 millones en Chile en los próximos seis años. Pese a esto, el gobierno de Allende estaba decepcionado de haber recibido mucha menos ayuda económica de la Unión Soviética de lo que esperaba. El comercio entre los dos países no aumentó significativamente y los créditos se vincularon principalmente a la compra de equipos soviéticos. Además, los créditos de la URSS fueron mucho menores que los proporcionados por China y los países de Europa del Este. Cuando Allende visitó la Unión Soviética a fines de 1972 en busca de más ayuda y líneas de crédito adicionales, fue rechazado.
Las declaraciones del General de la KGB Nikolái Leonov, exjefe Adjunto de la Primera Dirección Principal del Comité de Seguridad del Estado de la KGB, establecen que la Unión Soviética apoyó al gobierno de Allende económica, política y militarmente. Leonov declaró en una entrevista en el Centro de Estudios Públicos (CEP) que el apoyo económico soviético incluyó más de $100 millones en crédito, tres barcos de pesca (que distribuyeron 17.000 toneladas de pescado congelado a la población), fábricas (como ayuda después del Terremoto de Illapel de 1971), 3.100 tractores, 74.000 toneladas de trigo y más de un millón de latas de leche condensada. El historiador Christopher Andrew afirma, basándose en las notas escritas a mano del presunto archivero de la KGB Vasili Mitrojin, de que Allende estaba conectado a la KGB. Sin embargo, la creencia de que Allende era un agente de la KGB no es universal.

## Déficit fiscal y pérdida de reservas en Chile
El déficit del sector público pasó del -1,4% del producto interno bruto (PIB) en 1970 hasta llegar al -22,9% en el año 1973 . Este fuerte aumento en el déficit Fiscal por parte del Gobierno de la Unidad Popular (UP) se explica por el plan económico que se implementó, este se llamaba el Plan Vuskovic. Este tenía una fuerte inspiración en las ideas keynesianas de la época. [cita requerida] El diagnóstico de ese plan se basaba en la premisa de que en la economía había una cierta cantidad de recursos ociosos, por lo que una política económica que aumentara la demanda agregada llevaría a la utilización de esos recursos, sin costos importantes para la economía.
Se discutían otras posibles explicaciones para esta. Incluso algunos economistas de le época pensaban que está en algunos casos hasta podía ser beneficiosa para que exista crecimiento económico. Sin embargo, en nuestros tiempos la opinión casi unánime entre los economistas es que hay una fuerte relación entre la inflación y la emisión de dinero, más allá del aumento de la demanda de este.
El Banco Central de Chile era una repartición de Gobierno (de hecho lo fue hasta que entró en vigencia la Constitución de 1980) y financiaba los déficit presupuestarios de este. El fuerte aumento en el déficit fiscal, durante ese gobierno, llevó también a un fuerte aumento en el dinero circulante. Como la inflación depende de la cantidad de dinero, el fuerte aumento de este último hizo crecer la inflación a números de 3 dígitos, a pesar de que los precios de los bienes básicos eran fijados por el Gobierno Central.
Durante ese gobierno la autoridad decidió fijar los precios a niveles bajo el nivel de equilibrio -porque el gobierno de la época quería que la gente con menos recursos pudiese comprar los bienes más esenciales a un bajo precio, siguiendo lo planteado en el Plan Vuskovic- la fuerte expansión monetaria llevó a un exceso de demanda (en inglés esto se llama Shortage) de los bienes que tenían precios fijados. Esto, junto al acaparamiento que se dio como forma de resguardarse ante la inflación, produjo un desabastecimiento generalizado de estos bienes. En esas épocas era común ver filas de personas, de cientos de metros, esperando para comprar un solo kilo de pan u otros bienes básicos.
El fuerte aumento en la cantidad de dinero, debido al alto déficit fiscal, y además las trabas económicas que impuso Estados Unidos al país, junto al casi cierre de la economía al comercio internacional (la economía se llenó de trabas arancelarios y no arancelarias para importar, estatización de muchas empresas exportadoras, controles cambiarios...) llevó también a una fuerte caída en las reservas Internacionales del Banco Central de Chile. Todo lo anterior fue agudizado por un paro casi total de los camioneros, lo cual fue el epílogo de ese Gobierno.

## Desabastecimiento y racionamiento de productos básicos
El gobierno de Allende violó sistemáticamente la garantía constitucional del derecho de propiedad, al permitir y amparar más de 1500 “tomas” ilegales de predios agrícolas, y al promover centenares de “tomas” de establecimientos industriales y comerciales para luego requisarlos o intervenirlos ilegalmente y constituir así, por la vía del despojo, el área estatal de la economía. Lo anterior produjo un gigantesco desabastecimiento a nivel nacional junto a una fuerte crisis económica y social. 
Para hacer frente a la escasez de alimentos y otros productos correspondientes a la Canasta Básica Alimentaria, el gobierno de Allende creó en 1972 las Juntas de Abastecimiento y Control de Precios (JAP), que eran básicamente comités dedicados a gestionar el racionamiento de estos productos.

## Nacionalización del cobre
La nacionalización de la minería se llevó a cabo en cambio con el apoyo unánime de todos los sectores políticos, siendo aprobada su Ley (N° 17.450 promulgada el 15 de julio) por unanimidad en el Congreso Nacional. A las empresas mineras se les pagaría una indemnización.

## Medidas aplicadas

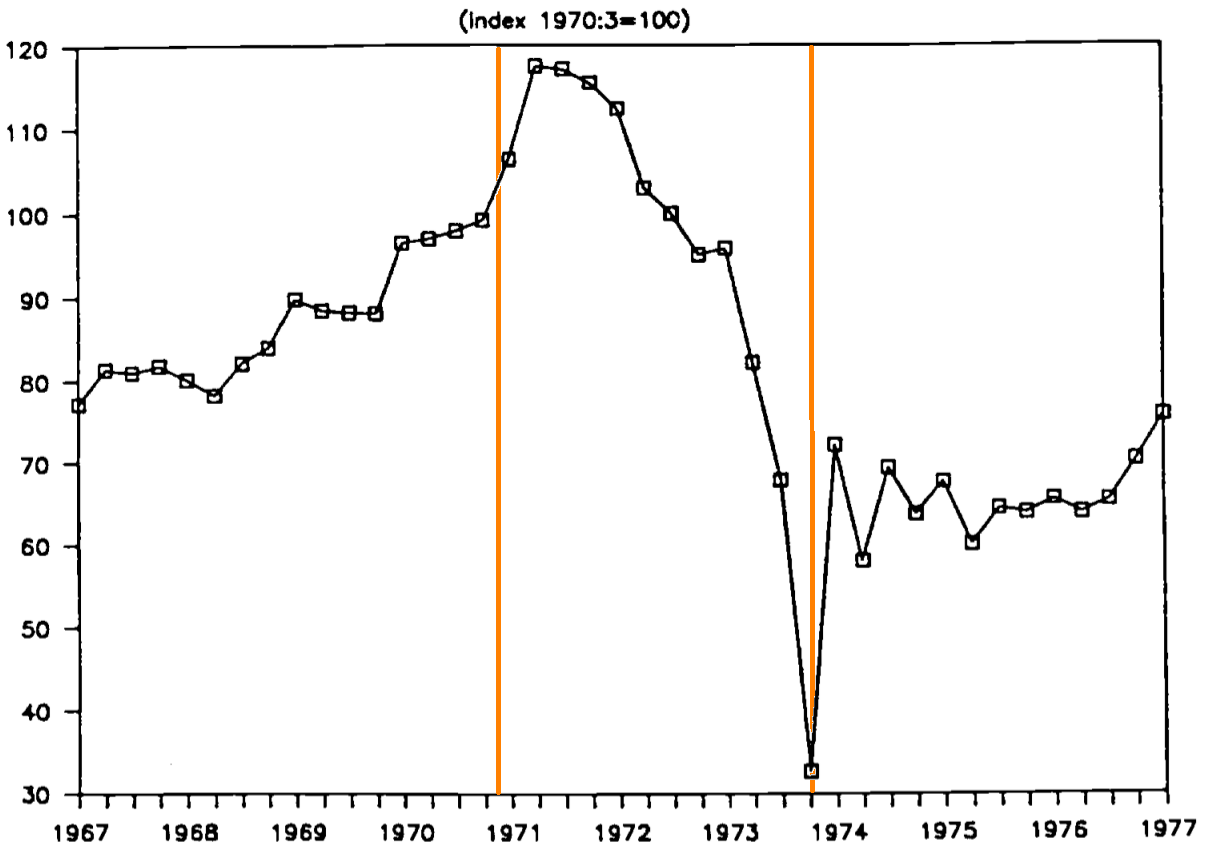
Salario real de Chile entre 1967 y 1977. Las líneas naranjas marcan el principio y fin de la presidencia de Allende.

En 1971 los salarios reales y los salarios en el sector público aumentaron junto a los salarios en el sector privado crecieron aproximadamente el mismo promedio. También, el empleo del sector público entre 1970 y 1972 creció un promedio del 11,4 % anual. En los dos primeros cuartos de 1971, el producto industrial aumentó un 6,2 % y el 10,6 % comparado con los mismos períodos en el año anterior. Las ventas industriales crecieron en promedios aún más grandes: el 12 % durante el primer cuarto y el 11 % durante el segundo cuarto.
En general, el comportamiento de la economía en 1971 pareció justificar a los economistas de la UP: el PIB real creció en un 7,7 %, los salarios reales aumentaron en promedio un 17 %, el consumo agregado creció en una tasa real del 13,2 %, y la tasa de desempleo bajó debajo del 4 %.
El ejecutivo pretendía controlar la banca, y la propiedad privada mediante el uso de la Corporación de Fomento de la Producción (CORFO). Para aquello, lanzó acciones a valores sobrevaluados a los del mercado. Debido a tal malogro [cita requerida] Allende se acogió a «resquicios legales» que le otorgaron poder para la expropiación de importantes empresas y el control sobre los bancos y los créditos. 
Además de las medidas adoptadas según el programa de la UP, mediante las JAP (Juntas de Abastecimiento y Control de Precios), CORA (Corporación de la Reforma Agraria) y otros organismos creados ad hoc, se produjeron hechos fuera de la planificación estatal cuando organizaciones sociales y políticas tomaron ilegalmente gran cantidad de hectáreas agrícolas -tanto privadas como del Estado-, fábricas, comercios y centros de producción.
El gobierno de Chile favoreció la fagocitación de la economía nacional lo cual se observa en el incremento de la participación del Estado en la minería (desde un 13% en 1965 a un 85% en 1973), en la industria (de 3% en 1965 a un 40% en 1973), en el transporte (desde un 24,3% en 1965 a un 70% en 1973) y "Producto de todos los sectores" (excepto agricultura) (desde un 14,2% en 1965 a un 39% en 1973).

## Consecuencias
El gobierno central incrementó el déficit fiscal, multiplicó la cantidad de dinero y esto depreció la moneda y causó una hiperinflación del 606% al final de su mandato. La necesidad creciente de bienes generaron manifestaciones de parte de la clase media y alta contra el gobierno de la Unidad Popular, como fueron los denominados «cacerolazos» o «marchas de las cacerolas vacías». Estas marchas, se originaron en el descontento social en un sector de la sociedad frente a las medidas económicas implementadas por el gobierno.
Tras el derrocamiento de Allende, la dictadura militar lanzó un tratamiento de choque, que consistía en reducir el gasto público en un 20%, despedir al 30% de los empleados públicos, aumentar temporalmente el IVA, privatizar la mayor parte de las empresas estatales, liquidar los sistemas de ahorro y de préstamos de vivienda. Los sindicatos fueron prohibidos al considerar un manejo político enfocado hacia la izquierda por parte de sus dirigentes y la legislación laboral existente fue eliminada. Jorge Cauas se hizo cargo del Ministerio de Hacienda, Sergio de Castro (líder de los Chicago Boys) asumió en el Ministerio de Economía y Pablo Baraona en el Banco Central de Chile.